# Melitene
Melitene (Μελιτηνή) fue una ciudad del este de Capadocia, capital de un distrito que llevaba ese nombre, situada en la orilla de un afluente del Éufrates. Estaba ubicada en la actual ciudad de Malatya.
El nombre tuvo varias formas según la época: en hitita Mallidiya y posiblemente Midduwa, en acadio Meliddu y en urartiano Melitea. Es posible que el nombre derivase del río Melas, que desemboca en el Éufrates.

## Historia
La menciona Estrabón sin establecer la antigüedad de la ciudad, pero Plinio el Viejo afirma que fue construida por los asirios, y que probablemente fue una fortaleza dominante sobre el Éufrates. Era una ciudad pequeña que Trajano engrandeció, convirtiéndose en un cruce de caminos. Fue sede de la Legio XII Fulminata desde el tiempo del emperador romano Tito.
Embellecida por los emperadores Anastasio y Justiniano; este último construyó las nuevas murallas. 
Al crearse las dos provincias de Armenia, se convirtió en capital de Armenia Secunda (Armenia Segunda) y a partir del 18 de marzo del año 536 fue la capital de la nueva provincia de Armenia Tertia, que abarcaba algunas villas orientales de Capadocia. Un conde bizantino se instaló en la ciudad de Melitene.
En el 575 acabó la tregua entre los Imperios Sasánida y el Bizantino, reanudándose la guerra. El mismo rey sasánida Cosroes I asumió la dirección de las operaciones en Armenia, y cruzó el país llegando hasta Capadocia, donde incendió Sebaste (Sivas). Hasta allí marchó un ejército bizantino que obligó al rey a retirarse hacia Melitene. En la llanura de Melitene se libró una batalla de dos días, donde los persas fueron derrotados y Cosroes tuvo que huir. El rey sasánida consiguió pasar por el Arzanene hacia su país. En la batalla murió el Mobadh de los Mobadhs (Mago de los Magos, máxima figura religiosa del mazdeísmo), quedando la ciudad en manos bizantinas.
Hacia el 590, la provincia de Armenia Prima fue agrandada con territorios cedidos por los sasánidas entre Erzurum y Kars, y renombrada Armenia interior, y el nombre de Armenia Prima fue dado a la Armenia Tertia, es decir, a la región de Melitene. Posteriormente, el nombre de Armenia Tertia desapareció sustituido por la provincia de Gran Armenia que incluía el Valle del Éufrates.
En el 612, el rey sasánida, durante la guerra iniciada el 603, atacó y tomó Melitene, con lo que toda la Armenia bizantina se convirtió en posesión sasánida.
Maslama ben Abd al-Malik ibn Marwan, que después sería gobernador de Armenia, Yazira y Azerbaiyán (709) participó desde el 705 con su tío Muhammad ibn Marwan en las expediciones anuales en territorio bizantino, una de las cuales tuvo lugar en Melitene (705).
Los bizantinos invadieron Armenia en el 751 y ocuparon Melitene, Claudia y Teodosiópolis pero como no podían retenerlas, las evacuaron en el 752 después de destruirlas completamente. Toda la población fue trasladada a territorio imperial, más al oeste. Se instaló población árabe y se convirtió en la sede de un emirato, dependiente del gobernador de Armenia, pero cada vez más autónomo.
En el 837 los bizantinos emprendiron una expedición contra Armenia. Ocuparon Zapetra y asolaron la región de Melitene, de allí pasaron a la región de Hanzith (Anzitene o país de Jarput), asediaron Arsamosata (Shimshat, en armenio Ashmushat) y de allí hacia Palin (Baghin, cerca de Meckert), Ankl (en el Degiq) y Khozan. Los árabes, Bagratuni y Ardzruni aliados, rechazaron a los bizantinos cerca de Melitene.
El emir de Melitene protegió a los paulicianos, a los que permitió establecerse en Tefricia. En el 858, el jefe pauliciano, Carbeas, con ayuda del emir, derrotó a los bizantinos frente a Samósata. En el 863 los bizantinos derrotaron al emir de Melitene y a los paulicianos de Tefricia.
El 19 de mayo del 934, los bizantinos pusieron fin al emirato de Melitene, la ciudad fue ocupada y los habitantes árabes expulsados. En la otra orilla del río se fundó la fortaleza de Romanópolis (en honor del emperador Romano I Lecapeno).
En el 986 Bardas Esclero volvió de su exilio en Bagdad y se proclamó emperador en Melitene, y pidió la ayuda al emir kurdo marwánida Badh, señor de Diyar Bakr, Khelat, Ardjesh y Manazkert. El emir le envió a su hermano Abu Ali y numerosos soldados que llegaron a Melitene. Por otra parte, el general bizantino Bardas Focas se sublevó en Kharsian en Capadocia y también se proclamó emperador (15 de agosto del 987) y mediante traición capturó a Esclero en Melitene, encerrándolo en la fortaleza de Tyariaion (Ilghin) el 12 de septiembre del 987.
En junio de 1001, pasó por la ciudad el emperador bizantino Basilio II, al frente de importantes fuerzas militares, de camino hacia la ciudad de Erez, donde recibió la visita del emir marwánida de Mayyafariquin, Muhammad al-Dawla Abu Mansur Said, quien le rindió homenaje (al que dio el título de magistros). Después consiguió de Bagrat III el Unificador, el reconocimiento de los derechos bizantinos al Tao (Taiq), recibiendo Bagrat el título de curopalate, con el gobierno vitalicio de Taoklardjetia.
A finales de 1057, una expedición de los turcos oghuz saqueó Melitene, y permanecieron en la región hasta que en 1058 la ciudad pasó a manos de Khorzanene (Khordzenq o Khorzene).
El emperador Romano IV Diógenes entró en Capadocia y expulsó a las hordas turcas en 1069, pero su lugarteniente Filareto fue derrotado en Melitene y otras hordas entraron en la región y saquearon hasta Iconio (actual Konya).